# Esqueletização
Esqueletização, ou período de redução esquelética, é o último estágio da decomposição. É caracterizada pela desintegração da pele, tecidos moles e certos orgãos devido ao processo de liquefação, restando apenas os orgãos mais sólidos como os próprios ossos, útero/glândula da próstata, coração, tendões, cartilagens, unhas e cabelo. O esqueleto pode também tornar-se desarticulado através de processos ambientais e biológicos.